# Marxistisk feminism
Marxistisk feminism är en form av feminism som lägger tonvikt på hur kvinnor exploateras dels genom sitt lönearbete, men också genom sitt obetalda reproduktiva arbete. Enligt marxistiska feminister krävs det att arbete och kapital avskaffas för att det ska bli möjligt att uppnå ett jämlikt samhälle; detta till följd av att marxistiska feminister menar att den manliga dominansen reproduceras genom klassamhället. För att uppnå jämställdhet mellan könen måste därför en revolution ske; klasskampen är således en avgörande komponent i kvinnans frigörelse. 

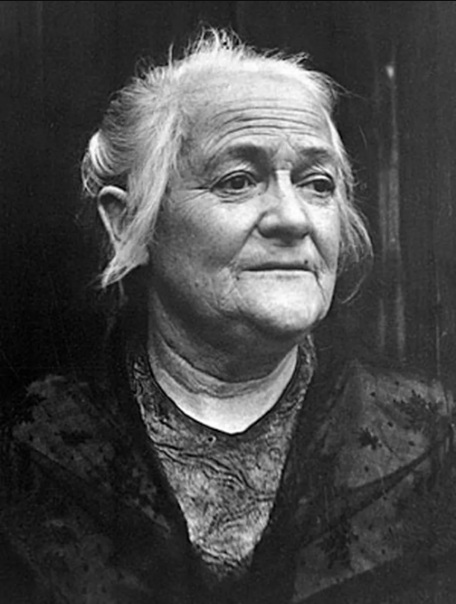
Clara Zetkin var marxistisk feminist.

Enligt marxistisk feminism är den ojämlika maktrelationen mellan könen sprungen ur kapitalismen och kapitalets makt över lönearbetet. Lönearbetet förutsätter att arbetaren har någon annan som utför det obetalda hushållsarbetet och därmed gynnas kapitalet av en ojämlik arbetsfördelning genom det obetalda hemarbetet. Folkets brist på kapital, som de tvingas tillgodogöra sig genom lönearbete, ses därigenom som en bidragande orsak till mäns makt över kvinnor.
Marxistisk feminism har också synliggjort ideologins roll i att återskapa föreställningar om kön och genus och relationen mellan personer med olika kön och genus. I kontrast till detta betraktar man inte ojämställdhet som ett resultat av sociala strukturer utan snarare som en följd av ett stort antal individuella orättvisor inom liberalfeminismen. Exempelvis genom att enskilda individer kan ha ha sexistiska attityder som bidrar till att skapa ojämställdhet.
Clara Zetkin, en av de ledande i Kommunistiska internationalen och initiativtagare till internationella kvinnodagen, tog upp Friedrich Engels idéer vid Internationella arbetarkongressen i Paris 1889 och slog ett slag för avskaffandet av kapitalet:
| ” | Vi erkänner inte någon särskild kvinnofråga – ja, vi erkänner inte någon speciell arbeterskefråga! (…) Kvinnans liksom hela mänsklighetens emancipation kommer uteslutande att bero på arbetets frigörelse från kapitalet. Endast i det socialistiska samhället kommer kvinnorna liksom arbetarna i full besittning av sina rättigheter. | „ |